# روبرت کرافورد
روبرت کرافورد (انگلیسی: Robert Craufurd; ۵ may ۱۷۶۴ – ۲۳ ژانویه ۱۸۱۲ (۴۷ ساله)) فرد نظامی اهل پادشاهی متحد بریتانیای کبیر و ایرلند بود.